# Constituciones apostólicas

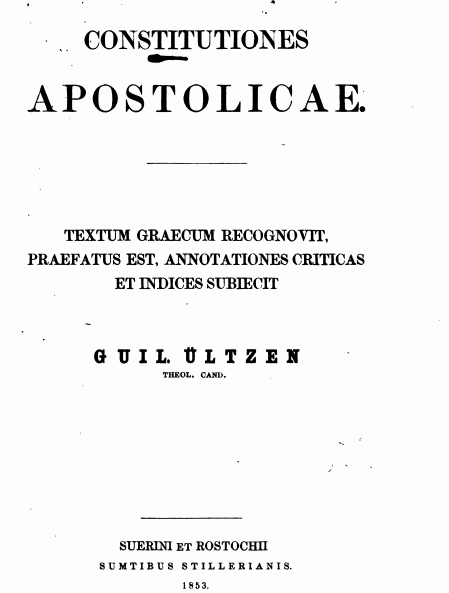

Constituciones apostólicas es el nombre de una obra cristiana del siglo IV supuestamente redactada por los apóstoles y transmitida a través de Clemente de Roma. Está compuesta de ocho libros de propósito diverso, entre los que se encuentran la Didascalia apostolorum (los primeros seis libros) y la Didaché. 
Tiene una gran importancia para conocer aspectos, en especial de la naturaleza de la disciplina o litúrgica, del cristianismo primitivo y su evolución. Por ejemplo, uno de los elementos que menciona y que no están recogidos en la Didascalia es la recomendación del bautismo de niños.
El libro séptimo además de algunas partes de la Didaché ofrece una serie de oraciones y ritos usados en ceremonias litúrgicas así como para la catequesis de catecúmenos. 
En el libro octavo se usa la Tradición apostólica de Hipólito de Roma para introducir nuevos y preciosos ritos litúrgicos, como el primer ordo missae completo que se conserva. También añade algunas normativas disciplinares para las vírgenes, las viudas y para algunas órdenes como los exorcistas. Concluye con los Cánones apostólicos.
Las investigaciones sobre el texto permiten afirmar que el autor o recopilador fue único y que vivía en Constantinopla o en Siria. Además, que era semi-arriano. El texto fue condenado por el Concilio Quinisexto, lo cual redujo su uso e influencia.